# Filferro
|  | No s'ha de confondre amb Fil de coure o Fil metàl·lic. |

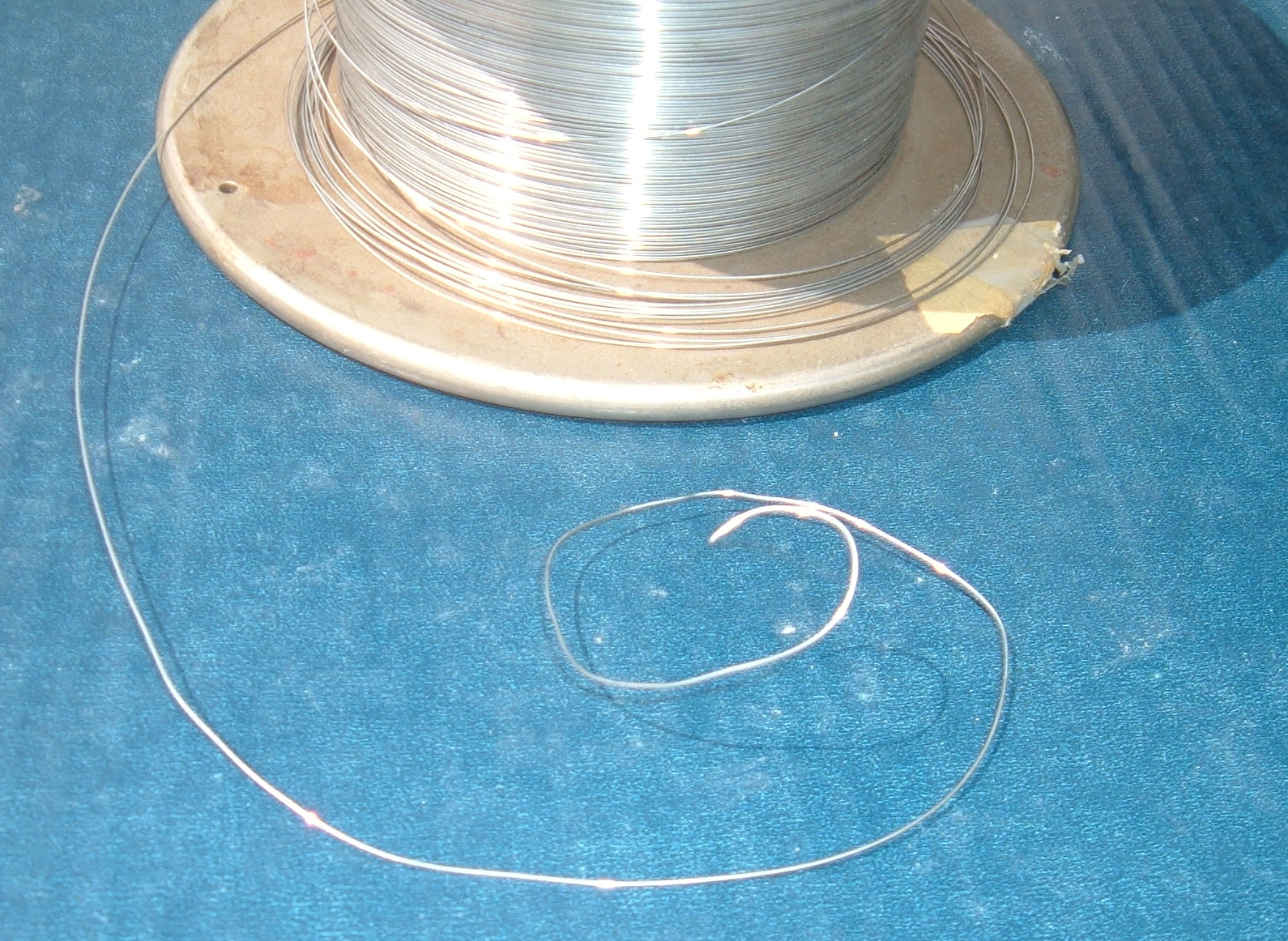
Bobina de filferro inoxidable

El filferro, fil de ferro o fil d'aram, és un fil constituït per algun material de ferro o d'acer dolç. Té una gran flexibilitat i tenacitat, i es fabrica mitjançant trefilatge. Pot presentar-se al mercat en bobines o enrotllat en forma de rotlle-donut. Entre les moltes utilitats que té, en el món de la construcció, s'hi fa anar per a relligar les barres d'armadures que després són recobertes pel formigó i formen part de l'estructura de les edificacions.

## Aplicacions

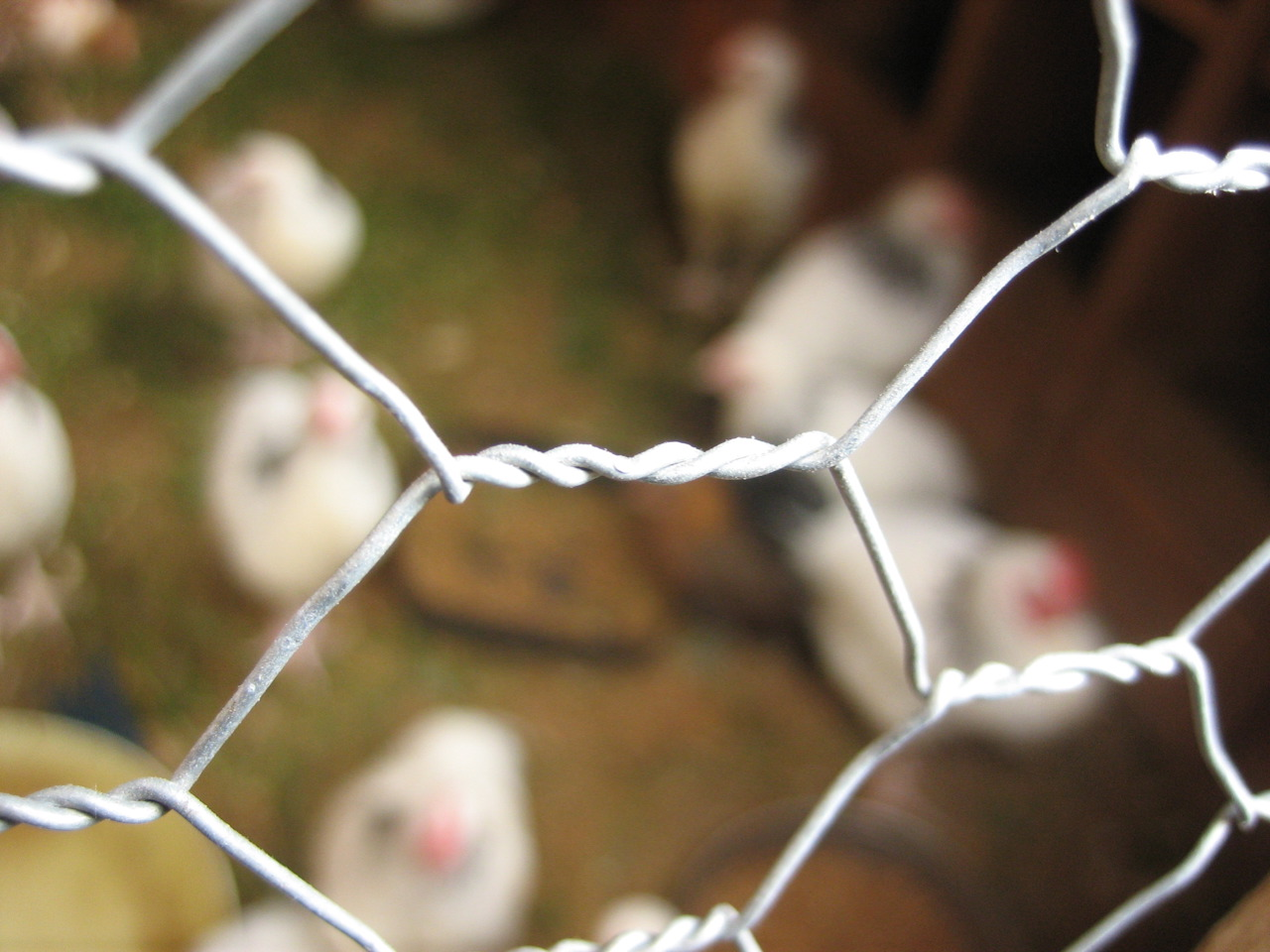
Malla de galliner.

Entre les aplicacions del filferro d'acer hi ha:
- Molles i ressorts.
- Filats espinats de finques i edificis.
- Barrat formant malles de finques i edificis.
- Cables d'acer per a subjectar elements sotmesos a tracció (ascensors, grues, etc.)
- Filferro rebullit per a usos diversos, per a facilitar la seua manipulació.
- Filferro corrugat per a fabricar elements forjats de la construcció.
- Filferro cromat o galvanització per a aplicacions a la intempèrie.
- Filferro endurit d'alt contingut en carboni.
- Filferro d'acer inoxidable per a aplicacions especials.

## Galeria

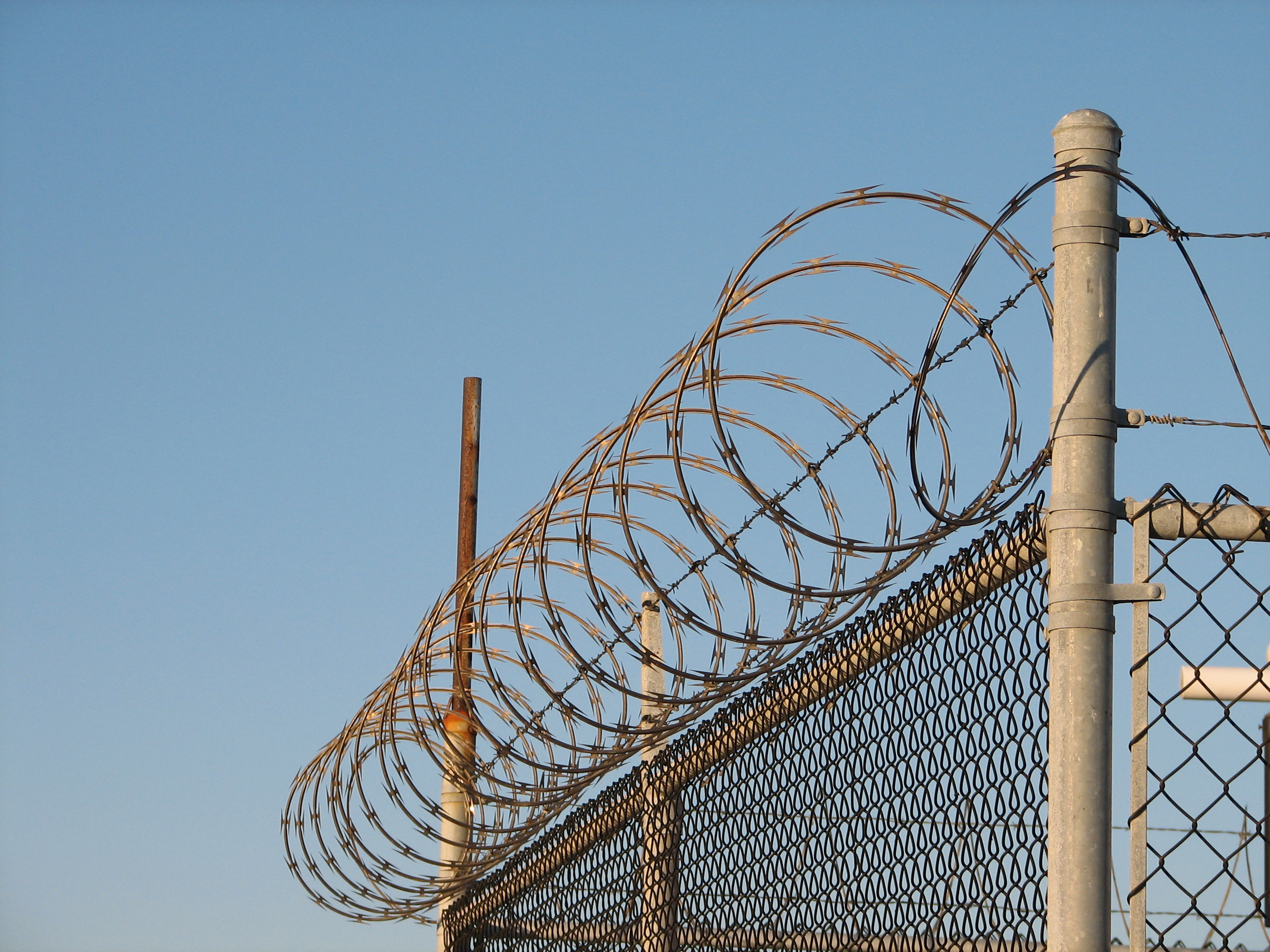
Tancat amb filat defensiu
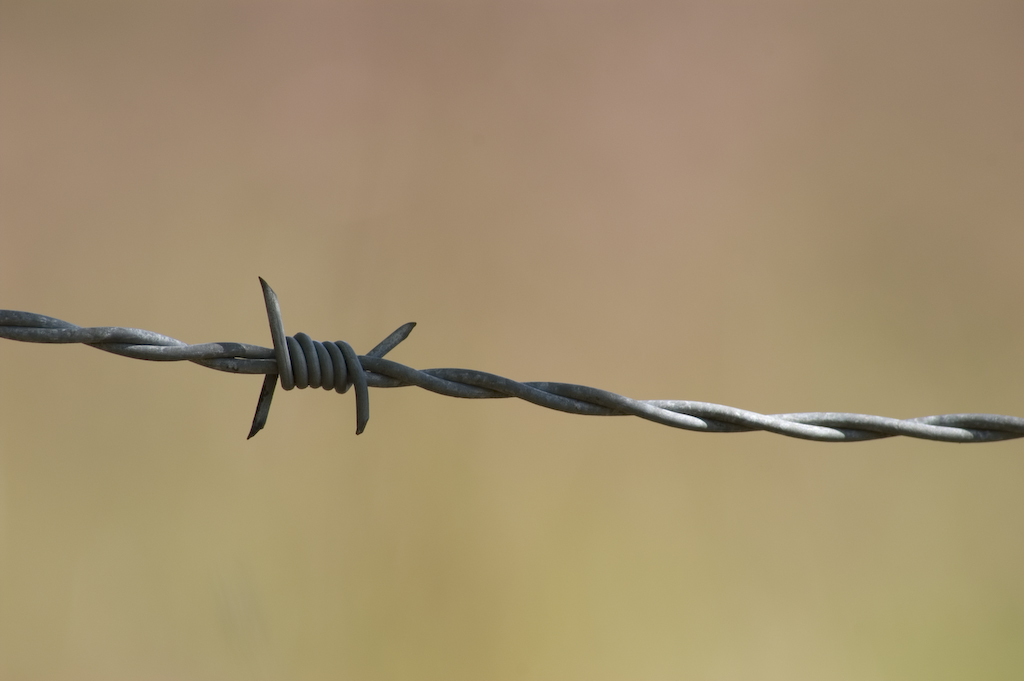
Filferro d'arç.
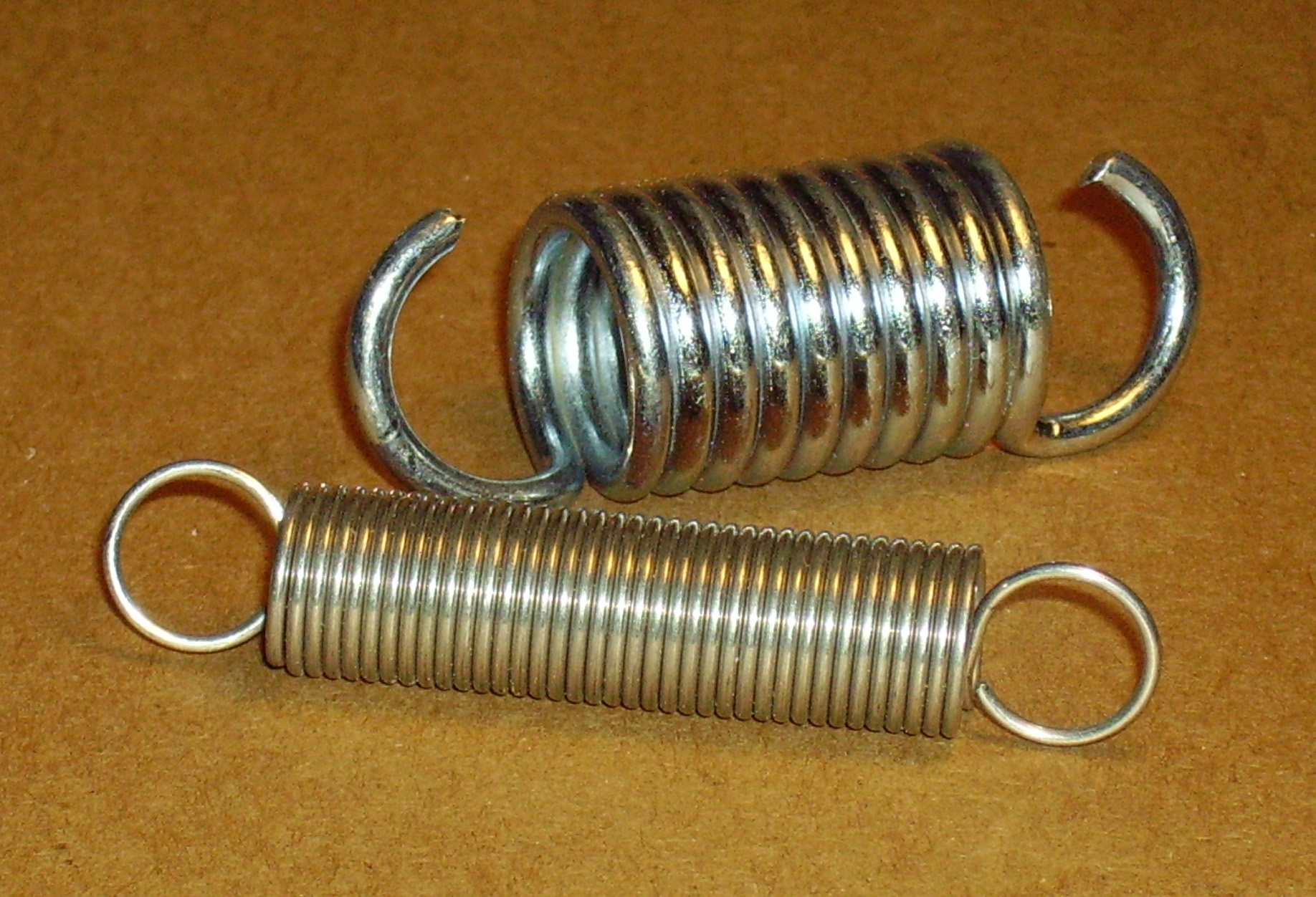
Molles de filferro d'acer trempat